# Самара (Ленинградская область)
Самара — деревня в Шугозёрском сельском поселении Тихвинского района Ленинградской области.

## История
В конце XIX — начале XX века деревня административно относилась к Лукинской волости 2-го земского участка 2-го стана Тихвинского уезда Новгородской губернии.

ИСАКОВО — выселок Макарьинского общества, дворов — 7, жилых домов — 8, число жителей: 23 м. п., 16 ж. п.
 
Занятия жителей — земледелие, лесные заработки. Река Чёрная. (1910 год)

По сведениям на 1 января 1913 года деревня называлась Самара (Исааково), в деревне был 61 житель из них детей в возрасте от 8 до 11 лет — 7 человек.
Согласно карте Ленинградской области Северо-западного аэрогеодезического треста ГГУ издания 1932 года деревня насчитывала 7 крестьянских дворов. К северу и югу от деревни находились мукомольные водяные мельницы:
| Внешние изображения | Внешние изображения               |
| ------------------- | --------------------------------- |
|                     | Деревня Самара на карте 1932 года |

По данным 1933 года деревня Самара входила в состав Пяльинского сельсовета Капшинского района Ленинградской области.
По данным 1966 и 1973 годов деревня Самара также входила в состав Пяльинского сельсовета.
По данным 1990 года деревня Самара входила в состав Шугозёрского сельсовета.
В 1997 году в деревне Самара Шугозёрской волости проживал 1 человек, в 2002 году — 3 человека (все русские).
В 2007 году в деревне Самара Шугозёрского СП проживал 1 человек, в 2010 году — 6.

## География
Деревня расположена в северо-восточной части района на автодороге 41К-930 (подъезд к дер. Самара), к северу от автодороги 41К-946 (Озровичи — Пашозеро — Шугозеро — Ганьково).
Расстояние до административного центра поселения — 10 км.
Расстояние до ближайшей железнодорожной станции Тихвин — 75 км.
Через деревню протекает река Чёрная, приток Паши.

## Демография
| 2007 | 2010 | 2017 |
| ---- | ---- | ---- |
| 1    | ↗6   | ↘0   |

### Национальный состав
Согласно данным Всероссийской переписи населения 2021 года в деревне проживали 2 человека, все русские.

## Улицы
Хвойная.